# 六福開發
六福開發股份有限公司（六福集團或六福旅遊集團），是一家臺灣的觀光企業，總部位於臺灣新竹縣關西鎮，於1968年由創辦人莊福成立，其名稱「六福」以五福：富貴、長壽、康寧、好德、善終為基準，後加上『旅遊』成為現代人的第六福。
該企業旗下有六福村主題遊樂園、台北六福萬怡酒店、關西六福莊生態度假旅館、六福居公寓式酒店、六福美饌等觀光旅遊品牌。

## 歷史
- 1968年，六福旅遊集團創立，推選董事長莊福、總經理莊秀石後。
- 1972年，六福客棧開幕。
- 1979年8月10日，「六福村野生動物公園」正式開幕營業，以佔地73公頃之園地。
- 1983年，成立長春戲院（現今長春國賓影城）[2]、一六八名店街及速食餐廳。
- 1985年，合併六福村股份有限公司，更名為「六福開發股份有限公司」。
- 1990年1月，新六福村開發計劃與日本Futurist Ride & Show Co.，Ltd.簽約，同年6月底完成。
- 1999年10月，與喜達屋酒店及度假酒店國際集團合作台北威斯汀六福皇宮開始營運。[3]
- 2009年，緊鄰六福村野生動物公園的「關西六福莊生態渡假旅館」正式營運。[4]
- 2009年，成立Elite Bakery。
- 2010年，在六福村主題遊樂園成立Elite Deli。[5]
- 2012年，六福居公寓式酒店開始營運。
- 2013年，成立Elite Concept一禮莊園。
- 2015年12月，與萬豪國際集團合作的台北六福萬怡酒店開幕。[6]
- 2017年，Elite Deli餐廳成立。
- 2018年，台北威斯汀六福皇宮結束營運（後整建為JR東日本大飯店 台北）。
- 2019年，六福美饌正式上線。[7]

## 旗下事業
- 飯店：台北六福萬怡酒店、六福居、關西六福莊生態度假旅館、一禮莊園
- 遊樂園：六福村主題遊樂園
- 餐飲：敘日自助式餐廳、廣式粵亮餐廳、六福皇宮、六福客棧、一禮烘焙
- 零售：六福美饌

## 外部連結
- （繁體中文） 六福集團官網 （页面存档备份，存于）